# MIT Blackjack Team
La MIT Blackjack Team est un groupe d'étudiants et d'anciens étudiants venant du Massachusetts Institute of Technology (MIT), de l’Université Harvard et d’autres grands collèges américains. L'équipe a utilisé des techniques de comptage de cartes (en) et des stratégies plus sophistiquées pour battre les casinos au blackjack dans le monde entier. L'équipe et ses successeurs ont du succès de 1979 jusqu'au début du XXIe siècle. De nombreuses autres équipes de blackjack à travers le monde sont alors formées dans le but de battre les casinos.

## Blackjack et comptage de cartes
Le Blackjack peut être légalement battu par un joueur expérimenté. Au-delà de la stratégie de base consistant à savoir quand tirer ou rester, les joueurs individuels peuvent utiliser le comptage de cartes, le suivi du mélange (en) ou le hole carding (en) pour augmenter leurs chances. Depuis le début des années 1960, un grand nombre de systèmes de comptage de cartes sont publiés et les casinos ajustent les règles du jeu pour tenter de contrer les méthodes les plus populaires. L'idée derrière tout comptage de cartes est que, parce qu'une carte faible est généralement mauvaise et une carte forte généralement bonne, et comme les cartes déjà vues depuis le dernier mélange ne peuvent pas être en haut du jeu et donc tirées, le compteur peut déterminer les cartes fortes et faibles qui ont déjà été jouées. Il peut alors connaître la probabilité d'obtenir une carte forte (10, V, D, R, A) par rapport à une carte basse (2, 3, 4, 5, 6).

## Débuts
En 1979, plusieurs amis de J.P. Massar, alors sur le point d'obtenir une maîtrise en informatique au MIT, suivent un cours de blackjack intitulé « How to Gamble If You Must ». Ils lui rapportent que le jeu peut être battu. À l'aide d'un ordinateur central du Laboratoire Lincoln, à proximité de Lexington, dans le Massachusetts, Massar détermine qu'en jouant suffisamment de mains avec suffisamment de joueurs prêts à signaler leurs mains aux autres, il est possible pour un joueur de gagner plus de mains qu'il n'en perdrait.
Massar et plusieurs autres font un voyage à Atlantic City pendant les vacances de printemps pour tester la théorie mais ne réussissent pas. Le groupe se sépare lorsque la plupart d'entre eux obtiennent leur diplôme en mai de la même année. La plupart n'ont plus jamais joué, mais certains d'entre eux maintiennent un vif intérêt pour le comptage de cartes et restent à Cambridge, dans le Massachusetts. Deux d'entre eux, J.P. Massar et Jonathan, proposent un cours sur le blackjack pour la période d'activités indépendantes (IAP) du MIT de janvier 1980, période au cours de laquelle des cours peuvent être proposés sur presque tous les sujets.
Fin novembre 1979, Dave, un joueur de blackjack professionnel, contacte Massar après avoir vu un dépliant de son cours de blackjack. Il propose de financer un groupe pour se rendre à Atlantic City afin de profiter de la récente décision de la Commission de contrôle des casinos du New Jersey qui interdit aux casinos d'Atlantic City d'interdire les compteurs de cartes. Les casinos doivent plutôt prendre d'autres contre-mesures, comme mélanger les cartes plus tôt que d'habitude, utiliser plus de jeux de cartes ou proposer des jeux avec des mauvaises règles pour détruire l'avantage obtenu en comptant, même si toutes ces mesures ont également un impact négatif sur le non-compteur.
Le groupe composé de quatre joueurs, un joueur professionnel et un investisseur qui investit l'essentiel de son capital (5 000 $), se rendu à Atlantic City fin décembre. Ils recrutent davantage d'étudiants du MIT qui ont suivi le cours de blackjack de janvier. Ils jouent par intermittence jusqu'en mai 1980 et quadruplent leur capital, mais ils ressemblent néanmoins davantage à un groupe lâche partageant un capital qu'à une équipe avec des stratégies et un contrôle de qualité cohérents.
En mai 1980, Massar rencontre Bill Kaplan dans un restaurant chinois à Cambridge. Kaplan a obtenu son Bachelor à Harvard en 1977 et retarde son admission à la Harvard Business School d'un an, lorsqu'il déménage à Las Vegas et forme une équipe de joueurs de blackjack en utilisant ses propres recherches et analyses statistiques du jeu. Grâce aux fonds qu'il reçoit lors de l'obtention de son diplôme en tant qu'athlète-érudit exceptionnel de Harvard, il génère un taux de retour de plus de 35 fois supérieur en moins de neuf mois de jeu. Kaplan continue à diriger son équipe de blackjack de Las Vegas en marge de ses études à la Harvard Business School mais, au moment de l'obtention de son diplôme en mai 1980, les joueurs sont tellement « épuisés » au Nevada qu'ils sont contraints de se lancer sur le circuit international. Ne se sentant pas capable de continuer à diriger l'équipe avec succès alors qu'ils voyagent à travers l'Europe et ailleurs, rencontrant des règles, des conditions de jeu et des pratiques de casino différentes, Kaplan se sépare de ses coéquipiers, qui se divisent ensuite en plusieurs petites équipes de jeu à la recherche de conditions plus favorables à travers le monde.
Après avoir rencontré Kaplan et entendu parler de ses succès au blackjack, Massar demande à Kaplan s'il est intéressé d'aller avec quelques amis joueurs de blackjack de Massar à Atlantic City pour observer leur jeu. Compte tenu du moment fortuit (la séparation de Kaplan de son équipe de Las Vegas), il accepte de partir dans l'espoir de constituer une nouvelle équipe locale qu'il peut entraîner et gérer. Kaplan observe Massar et ses coéquipiers jouer pendant un week-end à Atlantic City. Il note que chacun des joueurs utilise une stratégie de comptage de cartes différente et trop compliquée. Il en résulte des taux d’erreur qui compromettent les avantages des stratégies les plus complexes. De retour à Cambridge, Kaplan détaille les problèmes qu'il a observés à Massar.
Kaplan déclare qu'il soutiendra une équipe, mais qu'elle doit être gérée comme une entreprise avec des procédures de gestion formelles, un système de comptage et de paris requis, des processus stricts de formation et d'approbation des joueurs et un suivi minutieux de tous les jeux de casino. Quelques joueurs sont initialement opposés à cette idée. Ils n'ont aucun intérêt à devoir apprendre un nouveau système de jeu, à subir des procédures d'approbation « par le feu » avant d'être autorisés à jouer, à être supervisés dans les casinos ou à devoir remplir des fiches de joueur détaillées (telles que casino, les totaux d'encaissement, la période de temps, la stratégie et les limites de pari, et le reste) pour chaque session de jeu. Cependant, leur vif intérêt pour le jeu, associé au palmarès réussi de Kaplan, l'emporte.

## Capitalisation et croissance (1980-1989)
La « banque » nouvellement capitalisée de l'équipe de Blackjack du MIT démarre le 1er août 1980. La mise d'investissement est de 89 000 $, avec des investisseurs extérieurs et des joueurs apportant le capital. Dix joueurs, dont Kaplan, Massar, Jonathan, Goose et « Big Dave » (alias « coach », pour distinguer les autres Dave du premier tour) jouent sur cette banque. Dix semaines plus tard, ils ont plus que doublé la mise initiale. Les bénéfices par heure jouée aux tables est de 162,50 $, statistiquement équivalents au taux projeté de 170 $ par heure détaillé dans le prospectus d'offre aux investisseurs. Selon les termes de l'offre d'investissement, les joueurs et les investisseurs partagent les bénéfices avec les joueurs payés proportionnellement à leurs heures de jeu et aux taux de gains simulés par ordinateur. Sur la période de dix semaines de cette première banque, les joueurs, pour la plupart des étudiants de premier cycle, gagnent en moyenne plus de 80 $/heure tandis que les investisseurs réalisent un rendement annualisé supérieur à 250 %.
La MIT Blackjack Team continue à jouer tout au long des années 1980, atteignant 35 joueurs en 1984 avec une capitalisation pouvant atteindre 350 000 $. Ayant joué et dirigé des équipes à succès depuis 1977, Kaplan atteint un point à la fin de 1984 où il ne peut plus montrer son visage dans aucun casino sans être suivi par le personnel du casino à la recherche des membres de son équipe. En conséquence, il décide de se replier sur sa société d'investissement et de promotion immobilière en pleine croissance, son « travail de jour » depuis 1980, et cesse de diriger l'équipe. Il continue pendant environ un an en tant que joueur occasionnel et investisseur dans l'équipe, désormais dirigée par Massar, Chang et Bill Rubin, un joueur qui a rejoint l'équipe en 1984.
L'équipe de Blackjack du MIT a au moins 22 partenariats entre la fin de 1979 et 1989. Au moins 70 personnes jouent dans l'équipe à un titre ou à un autre (soit en tant que compteurs, grands joueurs ou dans divers rôles de soutien) au cours de cette période. Chaque partenariat est rentable pendant cette période, après avoir payé toutes les dépenses ainsi que la part des gains revenant aux joueurs et aux managers, avec des rendements pour les investisseurs allant de 4  à plus de 300 % par an.

## Investissements stratégiques (1992-1993)
En 1992, Bill Kaplan, J.P. Massar et John Chang décident de capitaliser sur l'ouverture du Foxwoods Casino dans le Connecticut voisin, où ils prévoient de former de nouveaux joueurs. Agissant en tant que commandité, ils forment une société en commandite du Massachusetts en juin 1992, appelée Strategic Investments (SI), pour financer la nouvelle équipe. Structurée de manière similaire aux nombreuses sociétés en commandite de développement immobilier que Kaplan a créées, la société en commandite lève un million de dollars, soit nettement plus d'argent que n'importe laquelle de leurs équipes précédentes, avec une méthode basée sur le système haut-bas d'Edward Thorp. Cela implique trois joueurs : un grand joueur, un contrôleur et un observateur. L'observateur vérifie lorsque le jeu devient positif avec le comptage des cartes, le contrôleur parie constamment petit, gaspillant de l'argent et vérifiant le décompte de l'observateur. Une fois que le contrôleur trouve un résultat positif, il fait signe au gros joueur qui fera un pari énorme et gagnera gros. Convaincus de ce nouveau financement, les trois commandités intensifient leurs efforts de recrutement et de formation pour capitaliser sur cette opportunité.
Au cours des deux années suivantes, l'équipe du MIT passe à près de 80 joueurs, dont des groupes et des joueurs de Cambridge, New York, New Jersey, Pennsylvanie, Californie, Illinois et Washington. Sarah McCord, qui a rejoint l'équipe en 1983 en tant qu'étudiante au MIT et a ensuite déménagé en Californie, est ajoutée comme partenaire peu après la création de SI et devient responsable de la formation et du recrutement des joueurs de la côte ouest.
À différents moments, près de 30 joueurs jouent simultanément dans différents casinos du monde entier, y compris des casinos amérindiens à travers le pays, à Las Vegas, à Atlantic City, au Canada et sur des îles. Jamais auparavant les casinos du monde entier n’ont vu une attaque aussi organisée et scientifique dirigée contre le jeu. Tandis que les profits affluent, la « chaleur » des casinos augmente également, et de nombreux membres de l'équipe du MIT sont identifiés et exclus. Ces membres sont remplacés par de nouveaux joueurs du MIT, de Harvard et d'autres collèges et entreprises, et le jeu continue. Finalement, les enquêteurs engagés par les casinos se rendent compte que bon nombre de ceux qu'ils ont exclus ont des adresses à Cambridge ou à proximité, et le lien avec le MIT et une équipe officielle devient clair. Les détectives obtiennent des copies des annuaires récents du MIT et en ajoutent des photographies à leur base de données d'images.
Alors que ses principaux joueurs sont bannis de la plupart des casinos et que d'autres opportunités d'investissement plus lucratives s'ouvrent à la fin de la récession, Strategic Investments distribue ses bénéfices substantiels aux joueurs et aux investisseurs et dissout son partenariat le 31 décembre 1993.
À l'apogée de l'équipe dans les années 1990, l'équipe visite Las Vegas presque tous les week-ends. Selon un enquêteur de la sécurité du casino, l'équipe récupère plus de 400 000 $ en un week-end. Après les voyages à Vegas, les voyageurs saisissent leurs souvenirs dans des programmes informatiques afin de concevoir la meilleure stratégie pour des situations spécifiques.

## Scission et dissolution (1994-2000)
Après la dissolution de Strategic Investments, quelques joueurs récupèrent leurs gains et se divisent en deux groupes indépendants. Les Amphibiens sont principalement dirigés par Semyon Dukach (en), avec Dukach comme grand joueur, Katie Lilienkamp (une contrôleuse) et Andy Bloch (un observateur). L'autre équipe, Les Reptiles, est dirigée par Mike Aponte (en), Manlio Lopez et Wes Atamian. Ces équipes ont diverses structures juridiques, et parfois des banques valant plusieurs millions de dollars et plus de 50 joueurs. En 2000, le règne de plus de 15 ans des équipes de Blackjack du MIT prend fin alors que les joueurs se tournent vers d'autres activités.
En 1999, un membre des Amphibiens remporte la 3e compétition annuelle de Blackjack Ball de Max Rubin. L'événement est présenté dans un article de Cigar Aficionado (en) d'octobre 1999, qui affirme que le gagnant a remporté le titre non officiel de « l'homme le plus redouté du business des casinos ».

## Stratégie et techniques
L'équipe recrute souvent des étudiants au moyen de dépliants et à travers des amis des joueurs sur les campus universitaires de tout le pays. L'équipe teste les membres potentiels pour savoir s'ils sont des candidats appropriés et, si c'est le cas, l'équipe forme gratuitement et minutieusement les nouveaux membres. Les joueurs pleinement entraînés doivent passer une intense « épreuve du feu », consistant à jouer avec 8 chaussures à six jeux avec un jeu presque parfait, puis à suivre une formation supplémentaire, une supervision et des vérifications similaires dans le jeu de casino réel jusqu'à ce qu'ils puissent devenir des joueurs complets.
Les nouveaux membres de l'équipe s'entraînent pendant des semaines ou des mois, commençant sur le campus du MIT, puis s'entraînant dans des jeux de cartes en coulisses dans le quartier chinois de Boston. Ils commencent ensuite comme mules de l'équipe à Vegas, transportant de l'argent liquide, tout en gravissant la hiérarchie de l'équipe.
Le groupe combine le jeu individuel avec une approche d'équipe composée de compteurs et de grands joueurs pour maximiser les opportunités et dissimuler les schémas de paris produits par le comptage des cartes. Dans une interview de 2002 dans le magazine Blackjack Forum (en), John Chang, un étudiant du MIT qui a rejoint l'équipe à la fin des années 1980 (et est devenu co-manager de l'équipe du MIT au milieu des années 1980 et 1990), rapporte qu'en plus des jeux de cartes classiques techniques de comptage et de blackjack en équipe, le groupe utilise à plusieurs reprises des techniques avancées de mélange et de suivi des as. Alors que les techniques de comptage de cartes de l'équipe du MIT peuvent donner aux joueurs un avantage global d'environ 2%, certaines des méthodes de l'équipe du MIT sont établies pour donner aux joueurs un avantage global d'environ 4%. Dans son interview, Chang rapporte que l'équipe du MIT a du mal à atteindre de tels avantages dans le jeu réel, et leurs résultats globaux sont meilleurs avec un comptage direct des cartes.
L'approche de l'équipe du MIT est développée à l'origine par Al Francesco (en), élu par les joueurs professionnels comme l'un des sept premiers introduits au Blackjack Hall of Fame. Le jeu en équipe au Blackjack est décrit pour la première fois par Ken Uston, l'un des premiers membres des équipes d'Al Francesco avec Bill Erb et Blair Hull. Le livre d'Uston sur le jeu en équipe au blackjack, Million Dollar Blackjack, est publié peu de temps avant la fondation de la première équipe du MIT. Kaplan améliore les méthodes d'équipe de Francesco et les utilise pour l'équipe du MIT. Le concept d'équipe permet aux joueurs et aux investisseurs d'exploiter à la fois leur temps et leur argent, réduisant ainsi leur « risque de ruine » tout en rendant plus difficile pour les casinos de détecter le comptage des cartes à leurs tables.

## Dans les médias

### Livres
- Une variété d'histoires sur quelques joueurs de l'équipe de Blackjack du MIT ont constitué la base du best-seller Bringing Down the House du New York Times, écrit par Ben Mezrich (en). Bien qu'à l'origine commercialisé comme non-fiction, Mezrich admet plus tard que les personnages et les histoires du livre sont pour la plupart fictifs et composés de joueurs et d'histoires dont il a entendu parler par ouï-dire. La société d'enquête privée appelée Plymouth dans Bringing Down the House est Griffin Investigations[7].
- Mezrich écrit un livre ensuite, Busting Vegas, qui prend encore plus de liberté avec les événements réels de l'équipe. De nombreux événements de ce livre sont au moins en partie basés sur des incidents survenus pendant la période d'investissements stratégiques de l'équipe[8].
- Jeff Ma écrit un livre intitulé The House Advantage: Playing the Odds to Win Big in Business sur son passage dans l'équipe de blackjack du MIT en 1994.
- Nathaniel Tilton, élève des anciens capitaines de l'équipe du MIT Mike Aponte et Semyon Dukach, écrit The Blackjack Life détaillant ses expériences de jeu et d'entraînement par les joueurs de l'équipe de Blackjack du MIT[9].

### Films
- Le film de 2004 The Last Casino est vaguement basé sur cette prémisse et met en scène trois étudiants et un professeur comptant des cartes en Ontario et au Québec[10].
- Le film de 2008 21, inspiré de Bringing Down the House et produit par et avec Kevin Spacey et Jim Sturgess, sort le 28 mars 2008 par Columbia Pictures. Jeff Ma et Henry Houh, anciens joueurs de l'équipe, apparaissent dans le film en tant que croupiers de casino, et Bill Kaplan apparaît en arrière-plan de la scène clandestine des salons de jeux chinois. Le scénario prend une liberté artistique importante avec les événements réels, la majeure partie de l'intrigue du film ayant été inventée, c'est pourquoi il fait référence au fait d'être « inspiré par des événements réels » plutôt que « basé sur des événements réels ». L’un des écarts les plus significatifs par rapport à la réalité est la représentation de l’équipe dirigée par un professeur (le personnage de Kevin Spacey), alors qu’en réalité l’équipe était toujours dirigée par des étudiants et des anciens élèves. Les personnages du film sont également des amalgames fictifs de divers joueurs tout au long des années d'existence de l'équipe - par exemple, le personnage de Choi est très vaguement basé sur Johnny Chang, et le personnage de Ben Campbell est un amalgame de nombreux joueurs, avec la scène d'ouverture basée sur l'interview de Big Dave et son admission ultérieure à la Harvard Medical School, où une grande partie de l'interview tournait autour de sa participation à l'équipe.
- Le film Teen Patti de 2010 est un remake non crédité de 21.

### Télévision
- La série Mysteries at the Museum sur Travel Channel présente l'histoire de la MIT Blackjack Team dans l'épisode intitulé Siamese Twins, Assassin Umbrella, Capone's Cell.
- L'histoire de l'équipe de Blackjack du MIT, dans son incarnation sous le nom d'Investissements Stratégiques, est racontée dans le documentaire de The History Channel, Breaking Vegas, réalisé par Bruce David Klein.
- La période Bringing Down The House est présentée dans des épisodes de la série documentaire Game Show Network, Anything to Win, et dans Real Sports de HBO avec Bryant Gumbel (épisode 116).
- Le documentaire de la BBC, Making Millions the Easy Way, aborde la période Bringing Down the House dans le cadre du célèbre volet Horizon (réalisé par Johanna Gibbon), et raconte l'histoire d'un groupe dissident d'investissements stratégiques et révèle la science derrière la formule du succès.
- Double Down, un épisode de Numb3rs concerne un groupe de comptage, dirigé par un professeur de lycée, qui blanchit de l'argent grâce aux gains de casino.

### Autres
- Le podcast StarTalk a un épisode dédié à ce sujet[11].
- Plusieurs membres des deux équipes ont utilisé leur expertise pour démarrer une carrière de conférencier ainsi que pour créer des entreprises enseignant aux autres comment compter les cartes. Par exemple:
  - Mike Aponte des Reptiles co-fonde une société avec David Irvine, ancien membre de l'équipe de blackjack du MIT, appelée Blackjack Institute.
  - Semyon Dukach des Amphibiens a fondé Blackjack Science.